# Apple Creek (Ohio)
Apple Creek es una villa ubicada en el condado de Wayne en el estado estadounidense de Ohio. En el Censo de 2010 tenía una población de 1173 habitantes y una densidad poblacional de 774,18 personas por km².

## Geografía
Apple Creek se encuentra ubicada en las coordenadas 40°44′56″N 81°49′54″O / 40.74889, -81.83167. Según la Oficina del Censo de los Estados Unidos, Apple Creek tiene una superficie total de 1.52 km², de la cual 1.5 km² corresponden a tierra firme y (0.68%) 0.01 km² es agua.

## Demografía
Según el censo de 2010, había 1173 personas residiendo en Apple Creek. La densidad de población era de 774,18 hab./km². De los 1173 habitantes, Apple Creek estaba compuesto por el 97.7% blancos, el 0.34% eran afroamericanos, el 0.26% eran amerindios, el 0.68% eran asiáticos, el 0% eran isleños del Pacífico, el 0.77% eran de otras razas y el 0.26% pertenecían a dos o más razas. Del total de la población el 3.67% eran hispanos o latinos de cualquier raza.